# Justinianska pesten

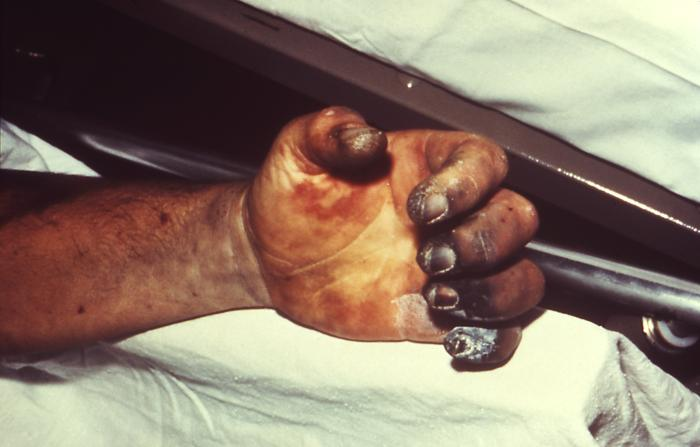
Utmärkande för justinianska pesten var nekros av handen.

Justinianska pesten var en pandemi som började härja i östra Medelhavsområdet på 540-talet. Farsoten har fått sitt namn efter kejsar Justinianus I under vars regeringstid Bysantinska riket drabbades. Efter de stora pestutbrotten år 541–542 och den mest dramatiska avfolkningen följde två århundraden av återkommande pestutbrott fram till mitten av 700-talet, då de sista kända fallen kopplade till den justinianska pesten dokumenterades.
Uppskattningar av antalet dödsoffer varierar stort på grund av bristen på tillförlitlig statistik men en bedömning är att i den bysantinska huvudstaden Konstantinopel avled runt 40 % av invånarna eller som mest runt 5 000 stadsbor om dagen. Samhällsomvälvningarna som följde i pestens spår i de drabbade länderna har av vissa jämförts med de enorma sociala och kulturella förändringar som skedde i Europa efter digerdöden medan andra menar att den justinianska pesten var en regionalt begränsad epidemi utan bevisade varaktiga effekter på det senantika samhället.

## Ursprung och orsaker
Det har diskuterats var pestsmittan som ledde till den justinianska pesten hade sitt ursprung innan den nådde Medelhavet. En gammal teori är att pandemin hade sitt ursprung i Centralafrika eller Etiopien och därifrån spreds norrut till de egyptiska hamnarna. Senare forskning tyder dock på att smittan sannolikt kom från en helt annan del av världen, nämligen Östasien. En förklaring till spridningen västerut därifrån kan ha varit att en tillfällig klimatförsämring lett till att pestbakteriebärande smågnagare av kölden drivits ned från bergen mot karavanvägarna, varifrån smittan spridits vidare. Enligt en genetisk studie publicerad 2011 är det troligt att den justinianska pesten orsakades av antingen en idag utdöd variant av bakterien Yersinia pestis eller en helt okänd patogen. Som sannolik smittbärare har pestloppan Xenopsylla cheopis pekats ut.
Enligt vissa forskare är det möjligt att missväxt och bistert klimat i och med klimatavvikelsen 535–536, med årtionden av ihållande kyla och svält som följd på många håll i världen, kan ha underlättat spridningen av pesten så långt norrut som till Skandinavien. Klimatforskaren Fredrik Charpentier Ljungqvist tror att ödeläggelsen i Norden kom i närheten av digerdödens följder, då mellan en tredjedel och hälften av befolkningen strök med. I norra Sverige beräknas medeltemperaturen under somrarna kring år 536 ha sjunkit dramatiskt — med tre till fyra grader. Bristen på arkeologiska fynd visar att de samhälleliga strukturerna i hela Mellannorrland kollapsade från 600-talet.

## Historik

### Spridningen från Egypten

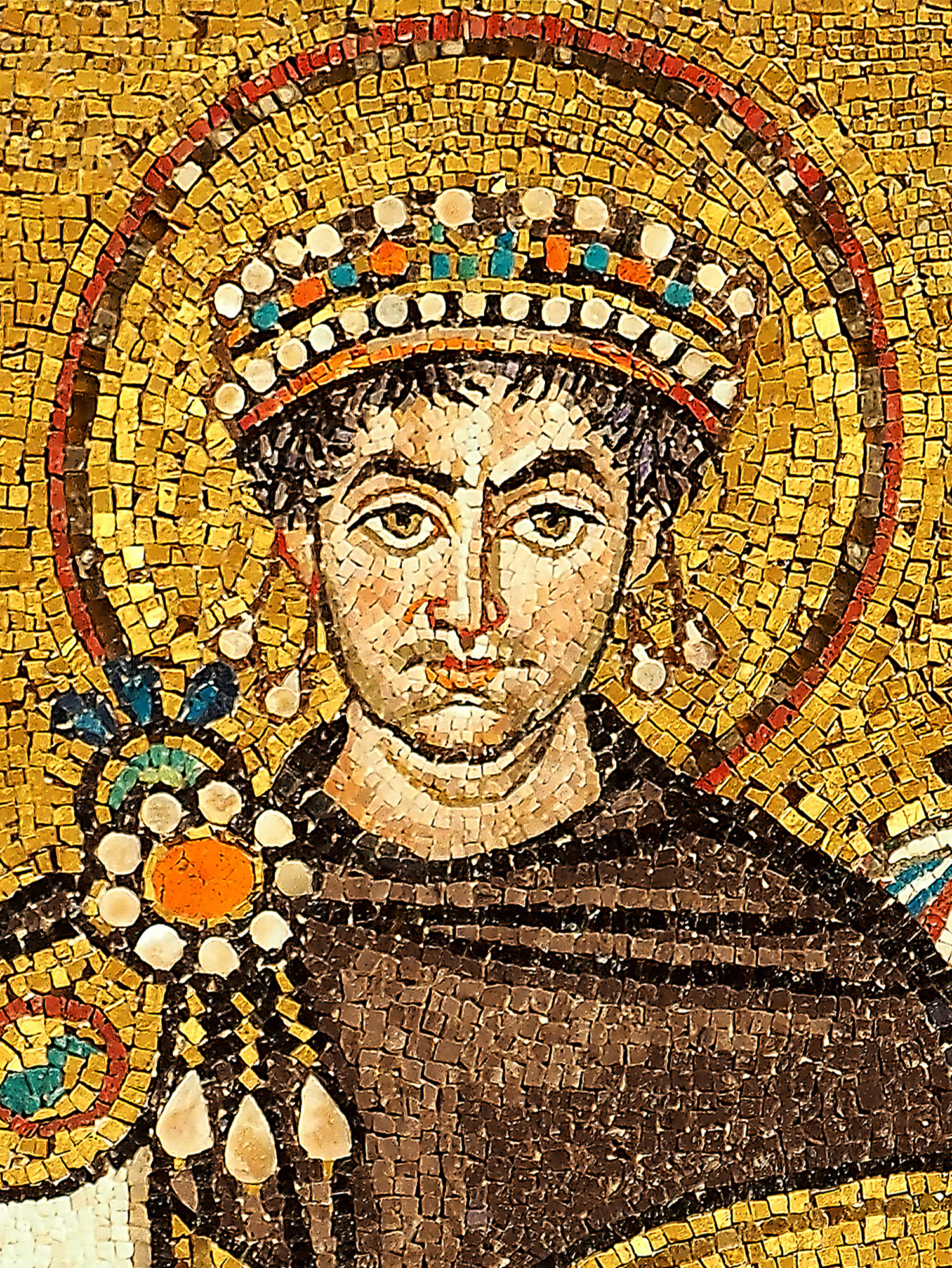
Justinianus, bysantinsk kejsare vid tiden för pesten.

Den östromerske historikern Prokopios från Caesarea skildrade först sjukdomens ankomst till hamnstaden Pelusium i Nildeltat sommaren år 541. Pesten spreds därifrån åt två håll, västerut till Alexandria och österut till Palestina och därefter vidare genom riket och till sassanidiska Persien. Knappt ett år senare ska pesten ha spridits till Nordafrika, Iberien, Gallien, Anatolien och Italien. Längs med handelsrutterna nådde pesten med tiden länder och regioner allt längre bort från Medelhavet, från de brittiska öarna i väst till Mesopotamien i öst. 
Johannes av Efesos som reste landvägen tillbaka till Bysans från sin mission i Egypten år 542 kunde följa pestens spridning och skrev att från Syrien till Thrakien fanns det ingen som kunde skörda fälten, vägarna låg övergivna och hela byar avfolkades när pesten slog till. Både han och Prokopios berättar om de svarta svullnader som uppstod på insjuknade människor. Johannes av Efesos skrev även hur traditionella begravningsriter övergavs på grund av den stora mängden lik som fanns att begrava och det lilla antal levande människor som fanns kvar att begrava de döda; enligt honom var pesten Guds plan för domedagen. Samtida källor beskriver hur större delen av befolkningen i Egypten dukade under vid det inledande pestutbrottet och hur Alexandria tömdes på levande invånare. Tillförlitligheten i sådana uppgifter är högst osäker, i synnerhet eftersom totalbefolkningen var och förblir okänd, men indikerar att stora befolkningslager trots allt påverkades av smittan och att samhället i många fall föll samman där pesten drog fram.
Kyrkohistorikern Evagrius Scholasticus drabbades i sin barndom av de bölder som förknippades med justinianska pesten när farsoten härjade i hans hembygd i Syrien. Han överlevde själv och kunde senare beskriva hur pesten, efter att ha härjat i en stad eller bygd en första gång, efter en tid alltid återkom. Den kunde bryta ut under varierande årstider, med 10 års mellanrum eller mer och i episoder som kunde vara ett par år. Evagrius Scholasticus skriver hur han förlorade flera barn och tjänare till de återkommande pestutbrotten i Antiokia. Liksom flera andra senantika historiker berättar han också hur krig och katastrofer inträffade i samband med farsoten, som de persiska invasionerna av bysantinska Syrien i mitten av 500-talet. Den persiske storkungen Khosrau I lär enligt Prokopios även ha tvingats dra sig tillbaka från bysantinskt territorium på grund av hotet från sjukdomen som även drabbade den persiska hären. Exakt när den justinianska pesten drabbade specifika orter är i många fall svårt att säga på grund av bristen på tillförlitliga, tydligt daterade skriftliga källor.

### Pestutbrottet i Konstantinopel
Den justinianska pesten nådde troligtvis Konstantinopel i mars eller april år 542. Utbrottet trodde man vid denna tid berodde på infekterade råttor, som kom till staden med spannmålsbåtar från Egypten. Pesten spreds sedan vidare från region till region via skeppsråttor och genom varor som transporterades landvägen. Som en följd av pesten kunde bönderna på landsbygden inte ta hand om grödor som istället lämnades att ruttna på åkrarna, och priset på spannmål steg i den bysantinska huvudstaden. När massdöden till slut var ett faktum fanns det istället spannmål i överflöd och priserna föll kraftigt medan lönerna sköt i höjden på grund av minskningen av den arbetsföra befolkningen. Den bysantinska ekonomin drabbades svårt, byggen avstannade med undantag för byggandet av fler kyrkor och guldhalten i mynten sjönk som ett tecken på ekonomisk stagnation.
I början av 540-talet var Bysans under stor press på grund av flera pågående krig som Justinianus antingen hade ärvt från sina föregångare på tronen eller gått in i själv som del av den bysantinska erövringen av länder i det forna Västrom, främst mot östgoterna som styrde i Italien. I öster pågick samtidigt kriget mot Perserriket och på Balkan och i Nordafrika pågick kontinuerliga konflikter mellan kejsarmakten och lokala folkstammar. I detta läge decimerade pesten den redan hårt ansträngda och utspridda bysantinska krigsmakten. Från Konstantinopel kunde pesten spridas land- och sjövägen till resten av Medelhavsområdet.

### Farsotens senare härjningar
Justinianska pesten härjade Europa under 500-talet i tre vågor, först i början på 540-talet och sedan två gånger till under åren 558 till 590. Belagt anses det vara att sjukdomen under denna tid nådde så långt norrut som till Bayern, även om det är oklart hur spridningsförloppet från Sydeuropa till Tyskland har gått till. Det är möjligt att sjukdomen år 576 dessutom spreds ända till Irland i väster men kunskapen om ett sådant utbrott är idag begränsat.
Kejsar Justinianus vägrade i många år efter utbrottet i Konstantinopel att sänka skatterna trots den kraftiga befolkningsminskningen vilket fick effekten att de som överlevde pestsmittan istället drabbades av bland de högsta skatter som någonsin drevs in av en romersk kejsare. För Prokopios framstod kejsarens ekonomiska politik under pestens värsta år som ren plundring av den utarmade befolkningen. Trots de höga skatterna kom Bysantinska riket att hamna i ett sådant ekonomiskt kristillstånd att man fick svårt att avlöna eller ens samla en ny armé på många år. Konstantinopel drabbades av återkommande pestutbrott redan 16 år efter det första utbrottet på 540-talet. Efter detta andra stora utbrott år 558 kom pesten tillbaka till staden ännu fler gånger åren 573, 586, 599, 619, 698 och 747. Egypten härjades också återupprepat av pestsmittan, två nämnvärda utbrott inträffade åren 639-640 och 686. I Gallien, där den romerska närvaron redan århundraden före pestutbrottet i princip helt hade upphört, tros sjukdomen ha lett till en betydande befolkningsnedgång.
De tidiga muslimska erövringarna bortom Arabiska halvön har också beskrivits ha underlättats av att angränsande Syrien, Palestina, Mesopotamien och Persien drabbades hårt och många gånger av förödande pestutbrott kring slutet av 500-talet och genom hela 600-talet. Dessa områden fortsatte i många år att härjas av pestsmitta även efter att araberna tog över och smittan anses inte ha försvunnit från denna del av världen förrän någon gång på 750-talet.
Sjukdomen höll sig kvar i runt tvåhundra år innan den anses ha dött ut helt. Det totala antalet dödsoffer är omöjligt att precist beräkna och det har därför endast presenterats grova uppskattningar på 25-50 miljoner människor beroende på vilka källor som används.

## Virulens och dödlighet

### Symptom
Historieskrivaren Prokopios beskriver hur de som drabbades av sjukdomen först angreps av feber varpå svarta bölder uppstod i ljumsktrakten och i armhålorna. En del av de drabbade föll därefter i koma medan andra rasade i delirium och drabbades av hallucinationer. Sjukdomens senare faser innebar en outhärdlig smärta och sedan infann sig döden. Pest orsakas av bakterien Yersinia pestis som i sin tur oftast sprids genom loppbett. 

### Vetenskaplig diskussion idag
Den justinianska pesten har varit och är fortfarande föremål för en intensiv forskningsdebatt där åsikterna går isär. En historikerskola hävdar att pesten var en världsomfattande epidemi, en pandemi och att den skulle ha svept fram över hela Europa medräknat norra Skandinaven. Enligt andra historiker var epidemin snarare geografiskt begränsad och koncentrerad till östra Medelhavsområdet; för att också ibland slå mot större områden, utan att det emellertid fick allvarliga konsekvenser.
Vissa källor gör gällande att det inte går att lita på sifferuppgifter om antalet döda i epidemin, då beläggen är svaga och att talmaterialet är missvisande därför att det bygger på forskning om sentida epidemier som digerdöden och farsoter under 100-talet. Den justinianska pesten var katastrofal för det östra Medelhavsområdets kustregioner och för de områden som låg vid internationella handelsleder.

### Allmänna källor
- Medeltidens historia sid 66 av Nilsson, Peterson. SNS Förlag Borås 1998
- Det bysantiska riket sid 36 av Herrin. Agerings Bokförslag AB Höör 2007